# Robert Reuben Jones
Robert Reuben Jones (sinh năm 1902 ở Gateshead) là một cựu cầu thủ bóng đá thi đấu ở vị trí tiền đạo. Sau khi thi đấu cho High Fell F.C. ông gia nhập Huddersfield Town thi đấu mùa giải 1921-22. Ông thi đấu thêm 2 trận quốc nội cho The Terriers, ghi một bàn thắng.